# Arsenij Borisovič Roginskij
Arsenij Borisovič Roginskij in russo Арсений Борисович Рогинский? (Vel'sk, 30 marzo 1946 – Tel Aviv, 18 dicembre 2017) è stato uno storico e bibliografo russo, attivo nella difesa dei diritti umani e uno dei più importanti dissidenti sovietici.

## Biografia
Nacque in una famiglia ebrea nel campo di lavoro della città di Vel'sk (Oblast' di Arcangelo, Russia nord-occidentale) nella quale, sotto Stalin, suo padre Boris, ingegnere, era stato deportato da Leningrado (l'odierna San Pietroburgo) durante il periodo del Grande Terrore e delle Grandi Purghe.
Nel 1968 si è laureato presso la Facoltà di Storia e Filologia dell'Università di Tartu in Estonia, dove ha studiato con lo storico della cultura Jurij Lotman. (La prima pubblicazione di Roginskij è stata co-editata con il futuro dissidente Gabriel Superfin). Dal 1968 al 1981 Roginskij ha vissuto a Leningrado e ha lavorato come bibliografo presso la Biblioteca pubblica Saltykov-Ščedrin, poi come insegnante di lingua e letteratura russa nelle scuole serali. Nel frattempo ha studiato la storia della Russia del XX secolo, in particolare gli anni '20 e la storia della distruzione del Partito Socialista Rivoluzionario e la successiva repressione politica in Unione Sovietica.

### Storico dissidente
Dal 1975 al 1981 è stato editore di una serie samizdat di documenti e studi storici chiamata Pamjat' (Memoria), una raccolta in cinque volumi pubblicate dal 1978 all'estero (tamizdat). (All'inizio degli anni '80, per scelta casuale o deliberata, il nome "Pamjat'" fu adottato da un gruppo antisemita di estrema destra, apertamente attivo sotto Gorbačëv. Ciò costrinse Roginskij e altri ad adottare il titolo "Memoriale" per l'organizzazione cui dedicherà gli ultimi 27 anni della sua vita). partecipato al samizdat, curando i cinque volumi di "Pamjat'" (Memoria), raccolte  di opere storiche pubblicate dal 1978 all'estero (tamizdat). Ha partecipato anche  alla redazione della Cronaca degli avvenimenti correnti.
Il 4 febbraio 1977 fu condotta una perquisizione nell'appartamento di Roginskij. Il 16 giugno 1977 fu ammonito a rinunciare alle sue attività "politicamente dannose" (secondo l'inedito decreto 25 dicembre 1972 del Presidium del Soviet Supremo).  Dopo un'altra perquisizione il 6 marzo 1979, fu licenziato dalla scuola dove lavorava su richiesta del KGB. Per evitare accuse di "parassitismo", Arsenij Roginskij è stato registrato dal 1979 al 1981 come segretario letterario della scrittrice Natal'ja Dolinina e del professor Jakov Lur'e.
Il 12 agosto 1981, dopo essere stato invitato a lasciare l'Unione Sovietica, Roginskij fu arrestato ai sensi dell'articolo 196 ("la falsificazione e la produzione e vendita di documenti falsi") del codice penale RSFSR, e accusato di aver trasferito materiali all'estero a "pubblicazioni antisovietiche" come Pamjat'. Venne condannato a quattro anni di campo per aver falsificato documenti (si tratta di lettere con la richiesta di lavorare in archivi e biblioteche). Il suo discorso di difesa al processo è stato pubblicato dal quotidiano Russkaja Mysl' (Il Pensiero russo) col titolo: La posizione di uno storico in URSS. Scontata la pena, è tornato in libertà nel 1985. Nel 1992, grazie alla legge contro le repressioni patite ingiustamente, è stato completamente riabilitato.

### L'associazione Memorial
Negli anni 1988-1989 è stato tra i fondatori dell'associazione per la ricerca storica sullo stalinismo e la difesa dei diritti umani «Memorial», di cui è stato nominato presidente nel 1998 dando una grande spinto al suo sviluppo (dopo la sua morte gli successe un altro veterano del Memorial, Jan Račinskij). In seguito Roginskij è diventato responsabile anche di Memorial Internazionale (Meždunarodnij Memorial). L'associazione divenne un movimento nazionale durante gli anni della perestrojka e si diffuse in tutta la Russia e in parti dell'ex Unione Sovietica.
Per la sua attività in difesa dei diritti civili ha ricevuto numerosi premi ed è stato più volte candidato al premio Nobel per la pace assieme a Memorial. La sua attività di ricerca lo ha portato a curare l'opera «Memorie di contadini tolstojani. Anni 1910-1930» (Mosca, ediz. Kniga 1989). Nel 1998 ha pubblicato insieme ad altri autori un importante lavoro, Il sistema dei campi di lavoro correzionale in URSS. Guida (Ed. "Zven'ja", Mosca 1998).

### Gli ultimi anni
Nel 2014 ci fu il primo tentativo effettuato dalle autorità per chiudere il Memorial. Se fosse avvenuto, commentò all'epoca Roginskij, le numerose filiali dell'organizzazione sarebbero state perse. Nei due anni successivi cinque filiali di Memorial furono designate "agenti stranieri". Il 4 ottobre 2016 l'etichetta venne applicata anche all'International Memorial guidato da Roginskij. 
Un anno dopo, il 18 dicembre 2017, Roginskij morì a Tel Aviv, in Israele, all'età di 71 anni.